# Fumone
Fumone ist eine Gemeinde in der Provinz Frosinone in der italienischen Region Latium mit 1940 Einwohnern (Stand 31. Dezember 2024). Sie liegt 82 km östlich von Rom und 17 km nordwestlich von Frosinone.
|  |

## Geographie
Fumone liegt in den Monti Ernici auf der Spitze eines charakteristischen, kegelförmigen Berges.
Es ist Mitglied der Comunità Montana Monti Ernici.

## Geschichte
Fumone entstand der Legende nach in der Zeit des letzten römischen Königs Tarquinius Superbus, der nach seinem Sturz 509 v. Chr. hierher geflohen sein soll.
Sowohl in der Antike als auch im Mittelalter war der befestigte Ort ein wichtiger Vorposten von Rom.
1295 bis zu seinem Tod 1296 wurde Papst Coelestin V. von seinem Nachfolger Bonifatius VIII. in Fumone gefangen gehalten. Zuvor schon war der Gegenpapst Gregor VIII. hier 1125 inhaftiert gewesen.
Im 17. Jahrhundert kam die Burg an die Familie der Marchesi Longhi, in deren Besitz sie sich bis heute befindet; sie kann besichtigt werden.

## Bevölkerungsentwicklung
| Jahr      | 1881 | 1901 | 1921 | 1936 | 1951 | 1971 | 1991 | 2001 |
| --------- | ---- | ---- | ---- | ---- | ---- | ---- | ---- | ---- |
| Einwohner | 1615 | 1978 | 2307 | 2297 | 2257 | 1892 | 2093 | 2153 |

Quelle: ISTAT

## Politik
Franco Potenziani wurde im Mai 2006 zum Bürgermeister gewählt. Am 15. Mai 2011 wurde er wiedergewählt.

## Sehenswürdigkeiten
Das steile, sich um die Burg gruppierende Dorf bewahrt noch seine mittelalterliche Bausubstanz.
In der Burg ist ein Museum mit archäologischen Funden untergebracht. Außerdem kann man die Zelle sehen, in der Coelestin V. gefangen war. Um das Gebäude herum wurde im 17. Jahrhundert ein barocker Garten angelegt.
Weiterhin können die Pfarrkirche S. Maria Annunziata und die Kirche S.Michele angeschaut werden.